# Фархад (село)
Фархад (перс. فرهاد -Farhâd) — село в окрузі Нішапур провінції Хорасан-Резаві, Іран. У 1954 році було 132 жителів. За переписом 2006 року село було без населення. Історія цього села сягає періоду Парфянського царства.